# Dub u Prachatic
Dub ist ein Flecken in Tschechien. Er liegt zehn Kilometer nördlich von Prachatice und gehört zum Okres Prachatice.
Das Wort „Dub“ bedeutet im Tschechischen Eiche.

## Geographie

### Lage
Dub befindet sich am rechten Ufer des Baches Dubský potok an der Einmündung des Černý potok in der Hügellandschaft des Böhmerwald-Vorlandes. Nördlich des Ortes liegt der Stauweiher Dubský rybník, dahinter erhebt sich auf einem 683 m hohen bewaldeten Hügel die Ruine der Burg Helfenburk.
Nachbarorte sind Javornice im Norden, Štětín und Tourov im Nordosten, Borčice und Hájek im Osten, Dubská Lhota im Südosten, Chocholatá Lhota im Süden, Lipovice im Südwesten, Újezdec im Westen sowie Tvrzice im Nordwesten.

### Gemeindegliederung
Der Flecken Dub besteht aus den Ortsteilen Borčice (Bortschitz), Dub, Dubská Lhota (Lhota b. Dub), Dvorec (Dworetz) und Javornice (Jawornitz), die zugleich auch Katastralbezirke bilden.

### Nachbargemeinden
| Bohunice | Čepřovice, Krajníčko                        | Bavorov                 |
| Tvrzice  | Kompassrose, die auf Nachbargemeinden zeigt | Hájek, Bavorov          |
| Lipovice | Budkov                                      | Strunkovice nad Blanicí |

## Geschichte

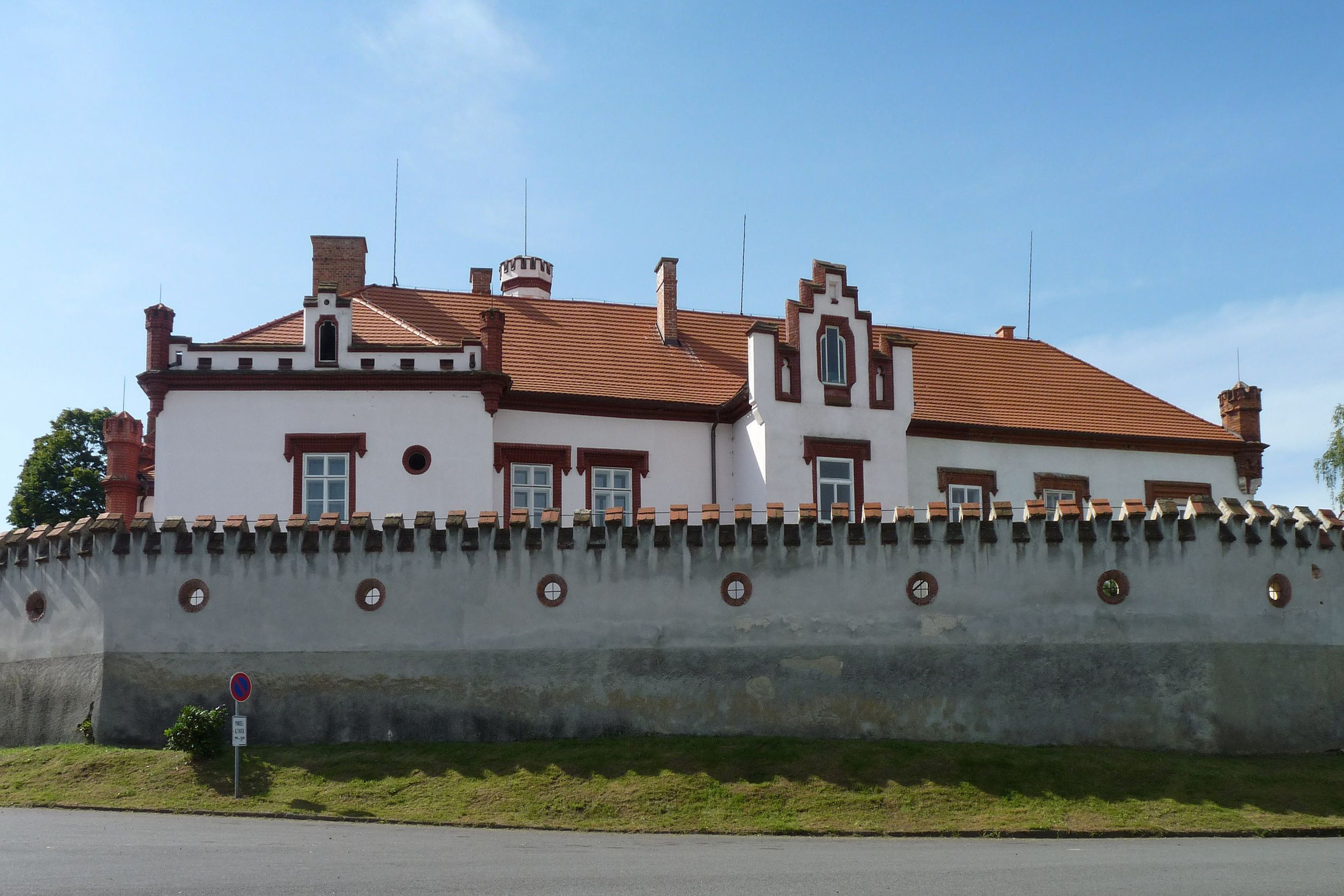
Schloss Dub

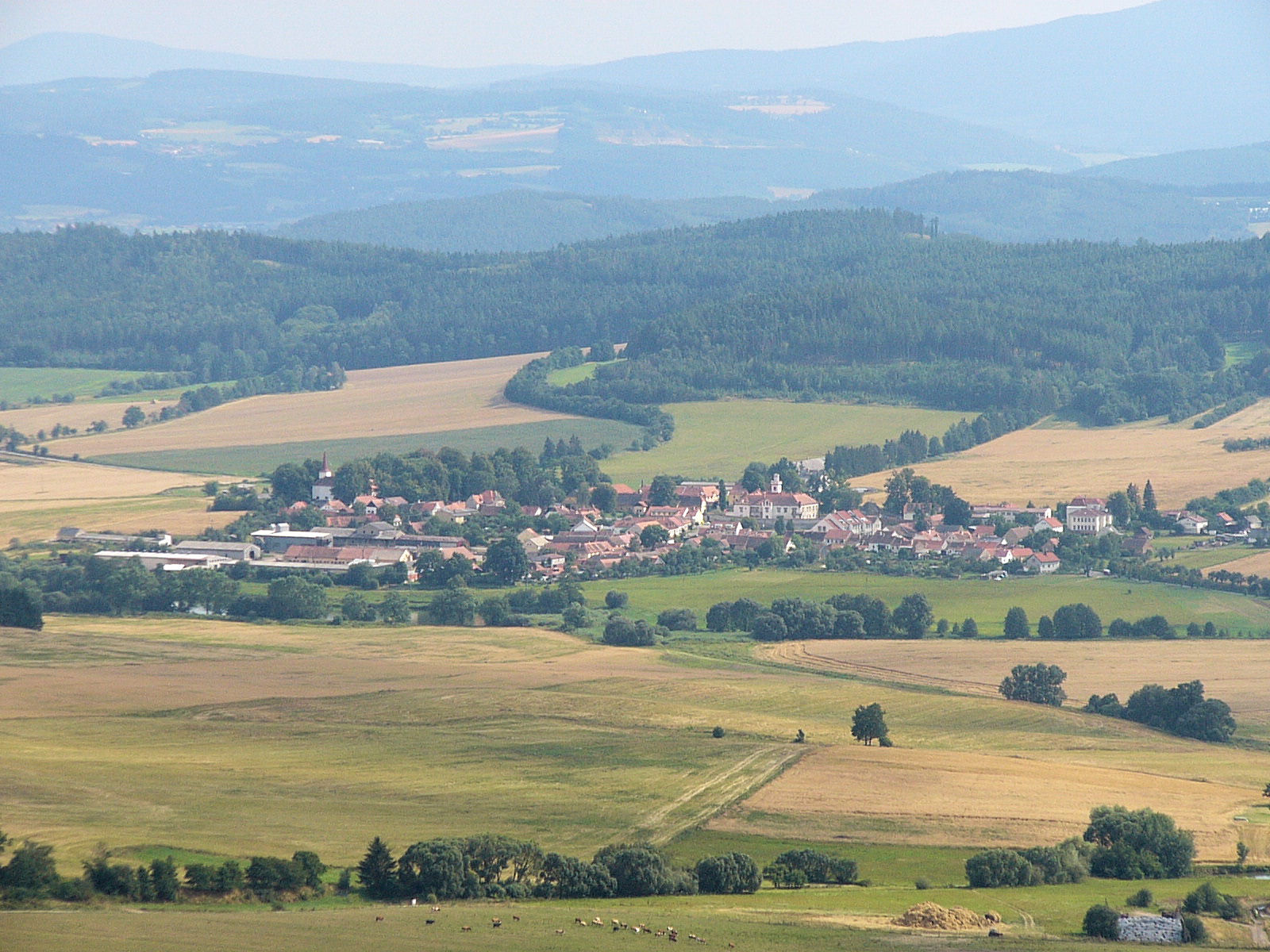
Blick von der Helfenburg auf Dub

Dub wurde im Jahre 1274 als Sitz des Vladiken Jeník von Borčice erstmals urkundlich erwähnt. Seit 1334 ist Lhota (Dubská Lhota) nachweislich belegt; dieses Dorf gehörte seinerzeit zum Flecken Bavorov. Während des 14. Jahrhunderts erwarben die Rosenberger große Gebiete um Dub. Nachdem sie diese ab 1351 auch erblich besaßen, ließ Ulrich I. von Rosenberg 1355 eine neue Burg erbauen, die seit 1364 den Namen Helfenburg trug.
Dub bewahrte seine Eigenständigkeit als Landadelssitz. Zu den Besitzern gehörten u. a. ab 1608 Pavel Kavka von Říčany, der die Feste zum Schloss umbauen ließ. Ihm folgte 1651 Miroslav Markvart von Hrádek. Nach dessen Tode wurde der Besitz geteilt und 1689 durch Karl Philipp Graf von Buquoy wieder vereinigt. Anschließend wechselten die Besitzer in rascher Folge. 1839 erwarb Moritz Ritter Hönig von Henikstein Dub, das nach Aufhebung der Patrimonialherrschaften eine selbstständige Gemeinde wurde. Das Schloss blieb bis 1865 im Besitz der Familie von Henikstein, die es neogotisch umgestalten ließen. Am 29. Oktober 1869 erhob Kaiser Franz Joseph I. Dub zum Marktflecken.
Nach dem Zweiten Weltkrieg wurde die Familie Bromovský, die das Schloss und die zugehörigen Güter besaß, enteignet. Während der Herrschaft der Kommunisten befand sich das Schloss im Staatsbesitz und wurde heruntergewirtschaftet. In den 1990er Jahren erfolgte eine Privatisierung; derzeit erfolgt eine schrittweise Rekonstruktion. Seit 2006 besitzt Dub den Status eines Městys.

## Sehenswürdigkeiten
- Kirche der Hl. Apostel
- Schloss Dub; der Renaissancebau entstand nach 1608 für Pavel Kavka von Říčany an Stelle einer alten Feste. In der Mitte des 19. Jahrhunderts erfolgte unter dem Besitzer Moritz Ritter von Hönigstein nach Plänen von Josef Niklas ein neogotischer Umbau
- Jüdischer Friedhof
- Ehemalige Synagoge
- Flutbrücke am Dubský rybník